# Завгородній Олександр Сергійович
Олекса́ндр (Олесь) Сергі́йович Завгоро́дній (* 25 січня 1940, Дніпродзержинськ- † 28 січня 2018, Йосипівка, Магдалинівський район, Дніпропетровська область) — український поет, лексикограф, перекладач з естонської, фінської, литовської, шведської, французької, російської, польської, іспанської мов, дисидент, член НСПУ, учасник українського правозахисного руху.

## Життєпис
Народився у сім'ї українського письменника Сергія Завгороднього і журналістки Євгенії Меркуріївни Петришиної-Завгородньої, мав старшого брата Геннадія. Жив у Дніпродзержинську, Криничках, Любомирівці, а з 1949 року – у Дніпропетровську. У 1947 пішов до середньої школи № 10 у Криничках, після закінчення, у 1957 році, працював різноробом у розсаднику в обласному центрі, токарем на трубопрокатному заводі.
У 1960—1965 роках навчався на українському відділенні філологічного факультету Дніпропетровського університету. У 1963 році познайомився з Іваном Сокульським, який перевівся з Львівського університету, був членом літературної студії імені Володимира Булаєнко при Дніпропетровському університеті. Брав участь у дисидентських акціях: активно поширював «Щоденник» Василя Симоненка і статтю «З приводу процесу над Погружальським» (автор Є. Сверстюк) тощо.
1968 року, коли розпочалася кампанія проти роману «Собор» О. Гончара, Завгороднього викликали до КДБ на допит. Того ж року за рекомендацією Спілки письменників виїхав до Естонії, де з перервами мешкав до 1972 року. У Таллінні познайомився з естонським поліглотом Гаральдом Раяметсом (1925—2009), найпліднішим перекладачем з української. Наприкінці 1950-х років він переклав «Кобзар» Тараса Шевченка, а згодом твори Івана Франка, Лесі Українки, Ліни Костенко, Григора Тютюнника, Миколи Вінграновського та інших.
Естонська спілка письменників тепло поставилася до українця. За її сприяння Олесь деякий час проживав у гуртожитку, а згодом отримав окрему кімнату, де перекладав як поезію, так і прозу (твори Ю. Лійва, Е. Рауда, П. Куусберга, А.-Х. Таммсааре, Я. Кросса, М. Траата, Л .Промет та ін.) У 1971 році Олександр Завгородній до століття з дня народження Лесі Українки упорядкував, написав післяслово до естонського видання «Досвітні вогні». Її «Лісову пісню» у блискучому перекладі Гаральда Раяметса захоплено вітали глядачі в театрах республіки.

## Твори
Перші вірші почав публікувати у 1957—1958 роках у місцевій пресі. У рідному Дніпрі видавництва не приймали в друк рукописи Олеся, через його відмову писати «паровози» (хвалебні твори про перемогу світового пролетаріату та комунізму) для перших сторінок своїх збірок. У 1968 р. в київському видавництві «Молодь» вийшла невеличка збірка віршів «Радію людям». У 1981 році мала побачити світ збірка віршів «Вересневий глід», але розширена художня рада видавництва «Промінь» (згодом «Січ») визнала збірку недосконалою та ідейно шкідливою. Пораду докорінно переробити «наповнивши творами про наше славне сьогодення» Олександр проігнорував і надіслав «забракований» рукопис до Києва в Інститут літератури і незабаром отримав позитивну рецензію, яка не вплинула на видавничу раду.
У київських та дніпропетровських видавництвах побачили світ збірки Олександра Завгороднього «Радію людям» (1968), «Перевесло» (1986), «Із подиву і подиху» (1989), «Життя мойого птах» (2004) і «Лет» (2011).
У перекладі Олександра Завгороднього вийшли твори в перекладі з естонської мови:
- Саар Ю. Вечірні казки. – К.: Веселка, 1972.
- Рауд Е. Вогонь у затемненому місті. – К.: Веселка, 1972.
- Естонські прислів'я та приказки. – К.: Дніпро, 1973.
- Естонські народні казки. – К.: Веселка, 1975.
- Калевіпоег: переказ для дітей народного епосу Е. Рауда. – К.: Веселка, 1975.
- Куусберг П. Одна ніч. – К.: Дніпро, 1975.
- А. Х. Таммсааре («Новий Нечистий із самого Пекла», 1978),
- Кросс Я. Мартів хліб. – К.: Веселка, 1978.
- Траат М. Інгер. – К.: Молодь, 1979.
- Ветемаа Е. Маленькі романи. – К.: Дніпро, 1984.
- Нійт Е. Пілле - Рійн. – К.: Веселка, 1984.
- Труу С. Потайний характер. – К.: Веселка, 1987.
- Кросс Я. Імператорський божевілець. – К.: Дніпро, 1988.
- Рауд Е. Муфтик, Півчеревичок і Мохобородько. – К.: Веселка, 1981 – 1992 (4 частини і перевидання); Харків: Школа, 2003 (у 2-х кн..), 2009 – 2012 (у 3-х кн..).
- Лійв Ю. Поетова зимова самота. – Дніпропетровськ: Ліра, 2005.

Займався перекладом з фінської мови:
- Фінські прислів’я та приказки. – К.: Дніпро, 1981.
- Вала К. Лірика. - К.: Дніпро, 1990.
- Ківі А. Семеро братів. – Львів: Кальварія, 2004.
- Казки краю Калева і Калевали. – Городок: Бердихів край, 2012[3].

Його переклад роману Пауля Куусберґа «Одна ніч», «Естонських народних казок» і «Калевіпоеґа» відзначений естонською літературною премією.
Численні публікації в колективних збірниках «Пеан дружби» (К.: Молодь, 1972), «Талліннське небо» (К.: Молодь, 1975), «Голоси Естонії» (К.: Мистецтво, 1979), «Естонське радянське оповідання» (К.: Дніпро, 1982), альманах «Сузір’я» та інших періодичних виданнях.
Олександр Завгородній багато працював як лексикограф, зокрема, над українською синонімікою.
Член НСПУ з 1979 року. Делегат письменницьких з'їздів. Активний учасник НРУ з перших днів його заснування. В липні 1991 року в Дніпрі з групою активістів підняли національний прапор біля українського музично-драматичного театру імені Т. Шевченка.
У фондах Дніпропетровського національного історичного музею ім. Д. Яворницького зберігається архів О. Завгороднього: книги з автографом письменника, рукописи поезій і лексикографічних досліджень, епістолярії, фотоматеріали, меморіальні речі, книги із його особистої бібліотеки.

## Нагороди
- Двічі лауреат літературної премії Естонії ім. Югана Смуула (1975 і 1989).
- Лауреат літературної премії ім. М. Рильського в галузі художнього перекладу (1996).
- Лауреат премії «Благовіст» (2005) за книгу «Життя мойого птах».[1]